# Норберто Боббіо
Норберто Боббіо (італ. Norberto Bobbio, 18 жовтня 1909, Турин — 9 січня 2004, Турин) — італійський філософ, історик, політолог, один з найбільших італійських інтелектуалів ХХ ст. Представник течії ліберального соціалізму, що походить від Карло Росселлі.

## Біографія
Народився в сім'ї лікаря. З дитинства захоплювався музикою і літературою. Навчався в класичному ліцеї, де подружився з Леоном Гінзбургом і Чезаре Павезе (згодом викладав у ньому, серед його учнів був Прімо Леві). У 1928 став членом фашистської партії. Закінчив юридичний факультет, продовжив навчання в Марбурзі, де познайомився з ідеями феноменології та екзистенціалізму. У 1933 захистив дисертацію про філософію Гуссерля. У 1934 опублікував свою першу книгу — монографію про феноменологічний підхід у філософії права і соціальної філософії. З 1935 викладав філософію права в університеті Камеріно, потім в університетах Сієни і Падуї. В середині 1930-х приєднався до антифашистського руху, увійшов до групи «Справедливість і свобода», був заарештований. Проте, в 1939 прийняв присягу вірності фашизму, щоб зайняти кафедру в Сієнському університеті.
У 1942 став членом антифашистської Партії дії, політичної наступниці «Справедливості і свободи», що дотримувалася концепції ліберального соціалізму, сформульованої Карло Росселі. В грудні 1943 був заарештований в Падуї, три місяці провів у в'язниці.
У 1948 році очолив кафедру філософії права в Туринському університеті. З початку 1960-х став займатися політологією, на початку 1970-х виступив одним із засновників в тому ж університеті факультету політичних наук. Був співвидавцем (разом із Нікола Аббаньяно) журналу Філософський огляд.
У 1996 став членом партії лівих демократів. Виступав з різкою критикою Сільвіо Берлусконі та встановленого ним політичного режиму.
Згідно з його волею, був похований у містечку Рівальта Борміда (П'ємонт).

## Погляди
У філософії права і політичної філософії розвивав ідеї Ганса Кельзена, Бенедетто Кроче, Джорджо Дель Веккіо і Вільфредо Парето. Виступав прихильником діалогу з марксизмом та італійськими комуністами.
В ході дискусії про сенс поділу на лівих і правих, що розгорілася в Італії у 1990-х роках,  Норберто Боббіо запропонував визначення, що стало класичним. Згідно з ним, критерієм поділу є ставлення до ідеї рівності людей: лівими є ті, хто виступає за більш егалітарне суспільство, а правими — ті, хто захищає нерівність.

## Визнання
Почесний професор Туринського університету (1979), університетів Болоньї, Парижа, Мадрида, Буенос-Айреса, Шамбері. Довічний сенатор (1979). Член Академії деї Лінчеї, член-кореспондент Британської академії (1965). Премія Бальцана (1994), премія Аньєллі (1995). Книги Боббіо перекладені багатьма мовами світу.

## Вибрані праці
- L'indirizzo fenomenologico nella filosofia sociale e giuridica (1934)
- La filosofia del decadentismo (1945)
- Teoria della scienza giuridica (1950)
- Studi sulla teoria generale del diritto (1955)
- Politica e cultura (1955)
- Teoria della norma giuridica (1958)
- Teoria dell'ordinamento giuridico (1960)
- Il positivismo giuridico (1961)
- Locke e il diritto naturale (1963)
- Italia civile (1964)
- Da Hobbes a Marx (1965)
- Saggi sulla scienza politica in Italia (1969)
- Diritto e stato nel pensiero di Emanuele Kant (1969)
- Studi per una teoria generale del diritto (1970)
- Una filosofia militante (1971)
- Giusnaturalismo e positivismo giuridico (1972)
- Quale socialismo (1977)
- Dalla struttura alla funzione: nuovi studi di teoria del diritto (1977)
- I problemi della guerra e le vie della pace (1979)
- Studi hegeliani (1981)
- Il futuro della democrazia (1984)
- Il terzo assente (1988)
- L'età dei diritti (1989)
- Saggi su Gramsci (1990)
- Destra e sinistra (1994)
- De senectute (1996)
- Autobiografia (1999)
- Teoria Generale della Politica (1999)
- Dialogo intorno alla repubblica (2001)
- Liberalismo e Democrazia (2006)
- Contro i nuovi dispotismi. Scritti sul berlusconismo (2008)